# Louise Åkerman
Louise Julie Jacquette Åkerman, född Liljencrantz 1864, död 10 maj 1926, var en svensk grevinna och översättare.

## Biografi
Louise Åkermans far var oppositionsmannen Johan Liljencrantz den yngre. Hon växte upp i en aristokratisk miljö, men började intressera sig för litteratur och samhälle när hon kom i kontakt med Henrik Ibsen. Hon var gift med envoyén och diplomaten Henrik Åkerman, som dog 1905. Genom hans arbete kom hon att bo i Wien, London och Paris. Efter makens död bosatte hon sig på Djursholm. Det var då som hon började utveckla sitt intresse för litteratur och översättning. Hennes första engagemang var Romain Rollands roman Jean-Christophe, som hon fick tillåtelse att översätta genom egen personlig kontakt med författaren.

## Översättningar
Louise Åkerman översatte bland annat nobelpristagarna Romain Rolland (och dennes verk i tio delar Jean-Christophe) och Roger Martin du Gard till svenska. Efter att Åkerman gick bort tog Sven Stolpe över översättningen av Martin du Gards Släkten Thibault, som gavs ut i åtta delar mellan 1923 och 1940. Hon översatte även Paul Claudel.